# Otão da Marca do Norte
Otão (morto em 26 de junho de 1057), era filho ilegítimo de Bernardo, e uma amante eslava. Ele tinha o título de marchio e reivindicou a Marca do Norte após a morte em combate de seu irmão legítimo Guilherme em 10 de setembro de 1056. Ele se opôs, no entanto, por Lotário Udo de Stade e morto em batalha perto de Hausneindorf no próximo verão.